# Гейфілд (Айова)
Гейфілд (англ. Hayfield) — переписна місцевість (CDP) в США, в окрузі Генкок штату Айова. Населення — 41 особа (2020).

## Географія
Гейфілд розташований за координатами 43°10′41″ пн. ш. 93°41′33″ зх. д. / 43.17806° пн. ш. 93.69250° зх. д. (43.178100, -93.692529).  За даними Бюро перепису населення США в 2010 році переписна місцевість мала площу 2,13 км², уся площа — суходіл.

## Демографія
Згідно з переписом 2010 року, у переписній місцевості мешкали 43 особи в 19 домогосподарствах у складі 11 родини. Густота населення становила 20 осіб/км².  Було 25 помешкань (12/км²).
Расовий склад населення:
| - 100,0 % — білих |

До двох чи більше рас належало 0,0 %. Частка іспаномовних становила 0,0 % від усіх жителів.
За віковим діапазоном населення розподілялося таким чином: 23,3 % — особи молодші 18 років, 53,4 % — особи у віці 18—64 років, 23,3 % — особи у віці 65 років та старші. Медіана віку мешканця становила 42,5 року. На 100 осіб жіночої статі у переписній місцевості припадало 87,0 чоловіків;  на 100 жінок у віці від 18 років та старших — 94,1 чоловіків також старших 18 років.
Цивільне працевлаштоване населення становило 0 осіб. 